# NGC 3686
NGC 3686 ist eine Balken-Spiralgalaxie vom Hubble-Typ SBbc im Sternbild Löwe an der Ekliptik. Sie ist schätzungsweise 49 Millionen Lichtjahre von der Milchstraße entfernt und haz einen Durchmesser von 45.000 Lj.

Im selben Himmelsareal befinden sich u. a. die Galaxien NGC 3681, NGC 3684, NGC 3691.
Das Objekt wurde am 14. März 1784 von Wilhelm Herschel entdeckt.

## NGC 3686-Gruppe (LGG 237)
| Galaxie   | Alternativname | Entfernung/Mio. Lj |
| --------- | -------------- | ------------------ |
| NGC 3592  | PGC 34248      | 55                 |
| NGC 3608  | PGC 34433      | 52                 |
| NGC 3626  | PGC 34684      | 64                 |
| NGC 3686  | PGC 35268      | 49                 |
| NGC 3655  | PGC 34935      | 63                 |
| NGC 3659  | PGC 34995      | 54                 |
| NGC 3681  | PGC 35193      | 52                 |
| NGC 3684  | PGC 35224      | 49                 |
| PGC 34683 | UGC 6341       | 70!                |
| NGC 3691  | PGC 35292      | 45                 |
| PGC 35087 |                | 51                 |
| PGC 35426 |                | 44                 |